# Rudolec
Rudolec (do roku 1946 Německý Rudolec, německy Deutsch Rudoletz) je obec v okrese Žďár nad Sázavou v Kraji Vysočina. Žije zde 233 obyvatel. Nachází se na moravské straně historické zemské hranice Čech a Moravy.

## Geografie
Asi 620 metrů západně od zástavby obce prochází historická zemská hranice Čech a Moravy. Do katastru obce zasahují Arnolecké hory, k nimž náleží i nejvyšší bod v katastru obce, kopec Sádek s 698 metrem. K Arnoleckým horám náleží i druhý nejvyšší vrchol v katastru obce, kopec Blažkov s 693,5 metre., jenž stojí 1,5 km severně od zástavby obce a vede přes něj několik turistických tras. Vrch je součástí pásma tzv. střechy Evropy. V katastru obce pramení Bohdalovský potok, který zde napájí Dolní Křivý rybník, Horní Křivý rybník, Olšinský rybník, Pařezný rybník, rybník Prádlo, Vázební rybník a několik menších rybníků.

## Historie
První písemná zmínka o obci pochází z roku 1378 (de Rudolcz), kdy ves vlastnili vladykové z Rudolce. V roce 1378 osadu prodal Žibřid z Rudolce Janu staršímu z Meziříčí. Mezi další vlastníky patřili: v letech 1405–1480 Šabartové z Rudolce, 1480 Jan z Vranova, 1552 Václav Chroustenský z Malovar, 1597 jeho syn Jan Rafael, po bělohorské konfiskaci v letech 1625–1921 italský rod Collalto. K fideikomisnímu panství Černá - Německý Rudolec náležely ke konci patrimonia obce Arnolec, Blízkov, Bohdalov, Černá, Dědkov, Chlumek, Chroustov, Jersín, Kyjov, městečko Měřín, Milíkov, Nadějov, Rudolec, Stáj a Zhoř. Rozloha veškeré půdy tehdy činila 16 882 jiter (dominikální 4637 jiter, rustikální 12 245 jiter), z toho lesa 3310 jiter (dominikálního 1851 jiter, rustikálního 1459 jiter). Dominikální půda byla rozdělena mezi 6 dvorů a 4 revíry.

## Pozemková reforma
V roce 1921 byl majetek Emanuela Collalta et San Salvatore (celý velkostatek Uherčice; Brtnice-Okříšky se dvory Přímělkov, Střížov, ze dvora Okříšek do 50%. výměry; celý velkostatek Německý Rudolec-Černá) zařazen do záboru pozemkové reformy.
V roce 1930 odkoupil od státu zámek v Německém Rudolci, jenž zůstal během konfiskace v záboru, statkář Ladislav Růžička z Černé u Měřína.

## Obyvatelstvo
| Rok            | 1869 | 1880 | 1890 | 1900 | 1910 | 1921 | 1930 | 1950 | 1961 | 1970 | 1980 | 1991 | 2001 | 2011 | 2021 |
| -------------- | ---- | ---- | ---- | ---- | ---- | ---- | ---- | ---- | ---- | ---- | ---- | ---- | ---- | ---- | ---- |
| Počet obyvatel | 399  | 444  | 481  | 457  | 434  | 427  | 439  | 299  | 275  | 237  | 235  | 192  | 203  | 213  | 211  |
| Počet domů     | 61   | 62   | 65   | 65   | 69   | 71   | 73   | 78   | 71   | 63   | 58   | 66   | 84   | 85   | 82   |

## Obecní správa

### Obecní symboly
Znak a vlajka byly obci uděleny rozhodnutím předsedy Poslanecké sněmovny Parlamentu České republiky dne 18. dubna 2014.

## Pamětihodnosti
- Kaple svaté Anny, postavena v roce 1994
- Kaple svatého Jana, stojí při silnici směrem do Stáje po pravé straně s výhledem na Bohdalovské rybníky a hřbet Ždarských vrchů.
- Zámek Rudolec – vystavěn z původní tvrze[9] v renesančním stylu s pilířovitou arkádou v přízemí a otevřenou arkádovou chodbou v 1. poschodí.

## Společenský život
Samospráva obce od roku 2016 vyvěšuje 5. července moravskou vlajku.

## Galerie

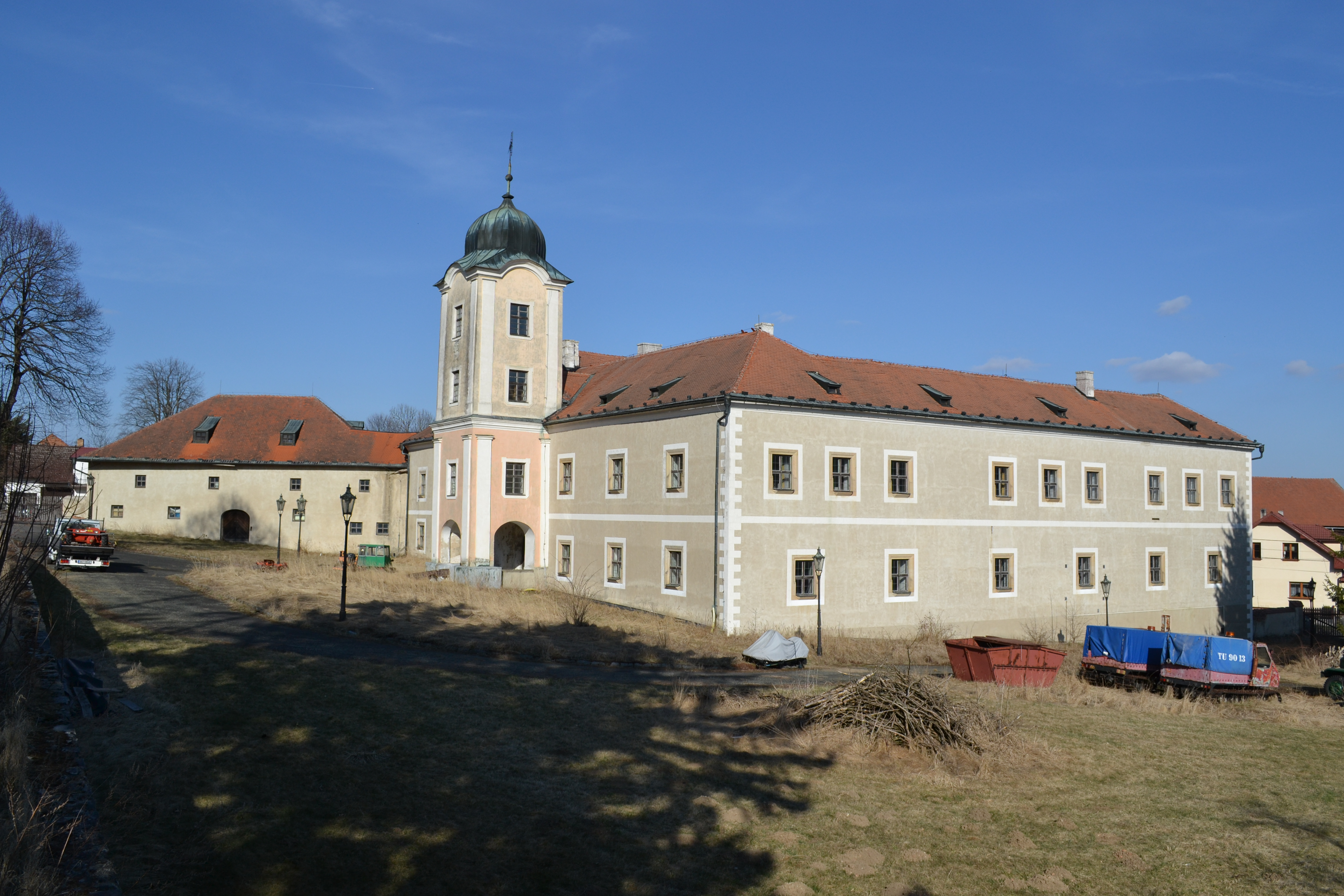
Zámek
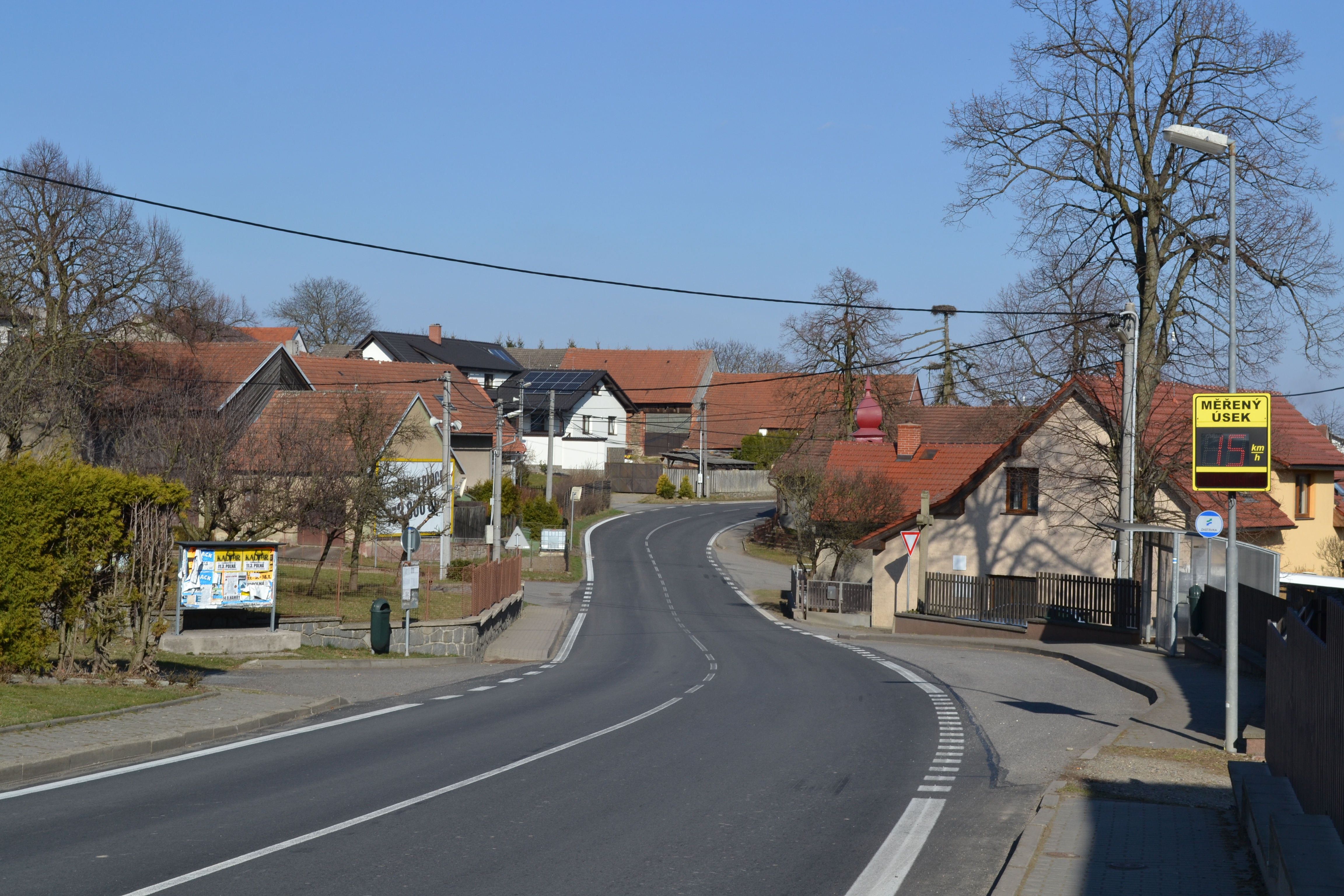
Hlavní ulice
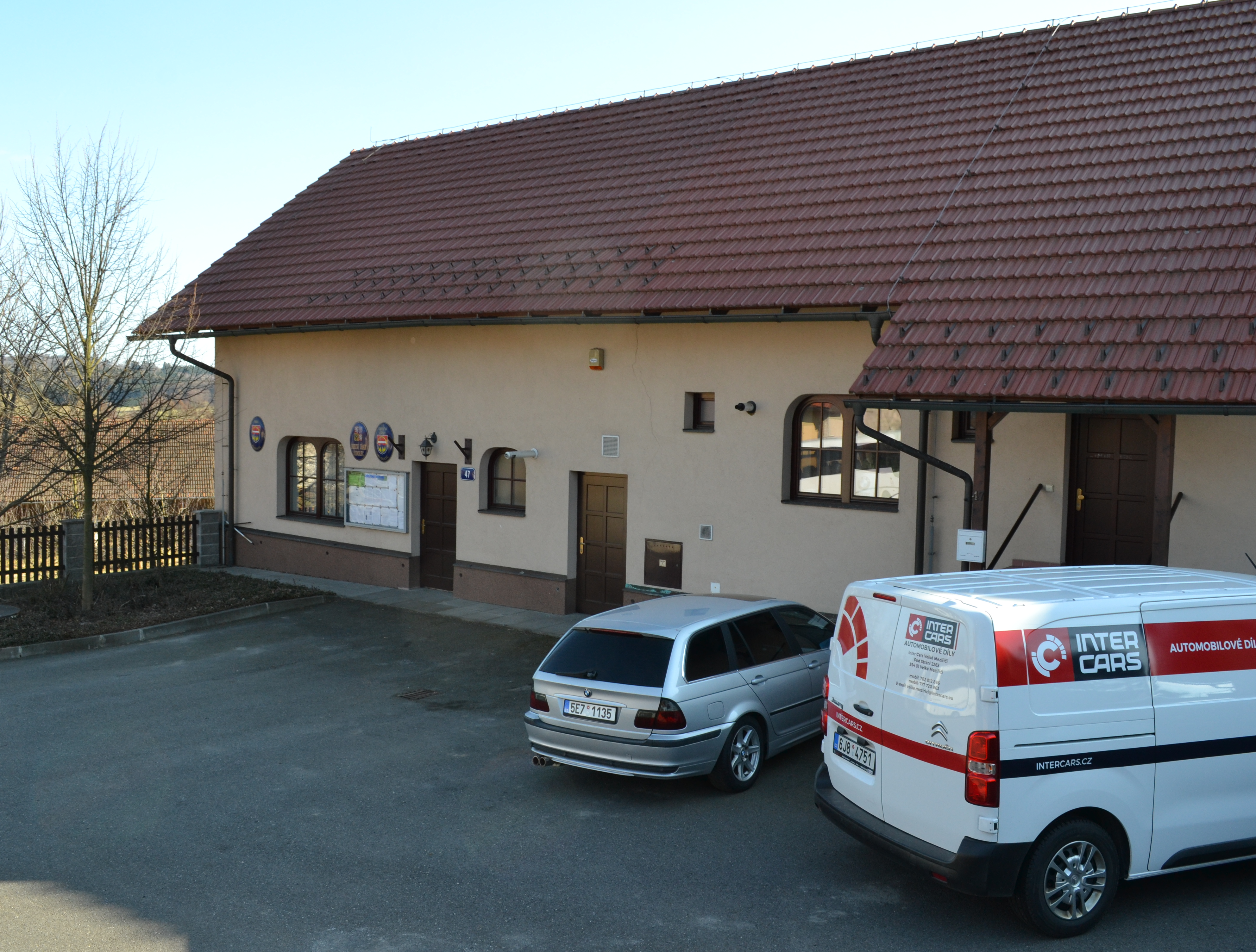
Obecní úřad
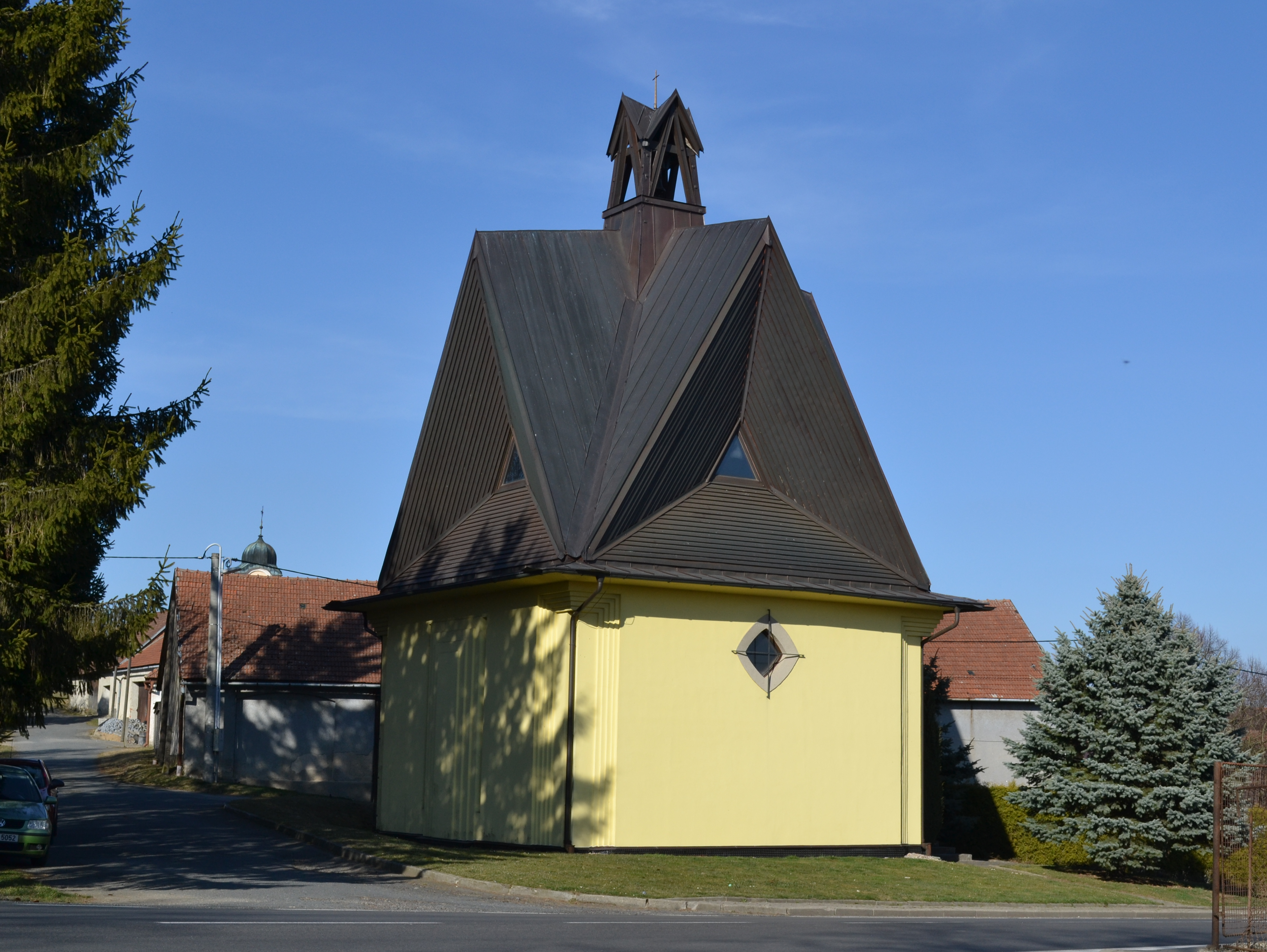
Kaple sv. Anny
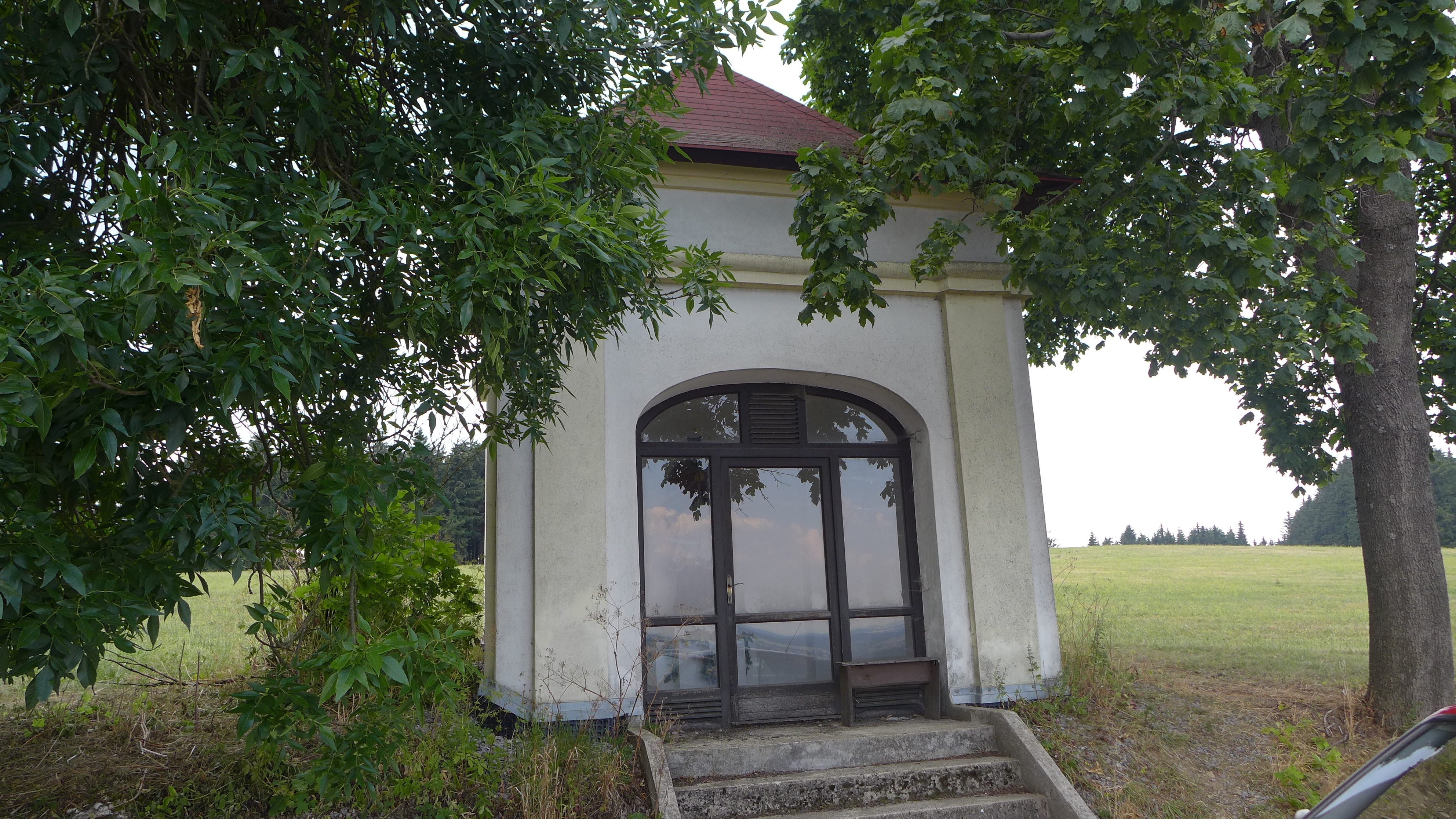
Kaple sv. Jana
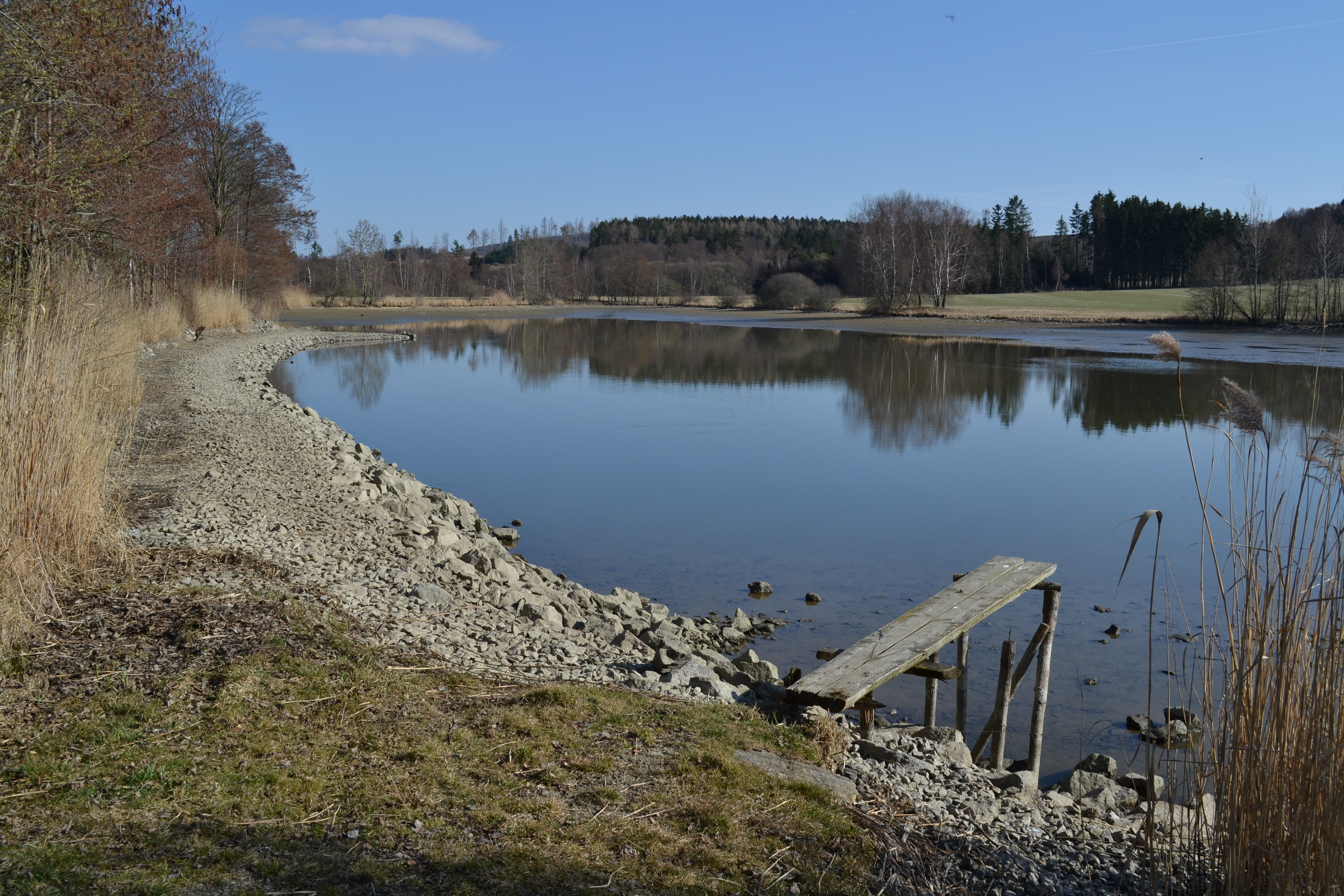
Horní Křivý rybník